# Habichtskrautspinner

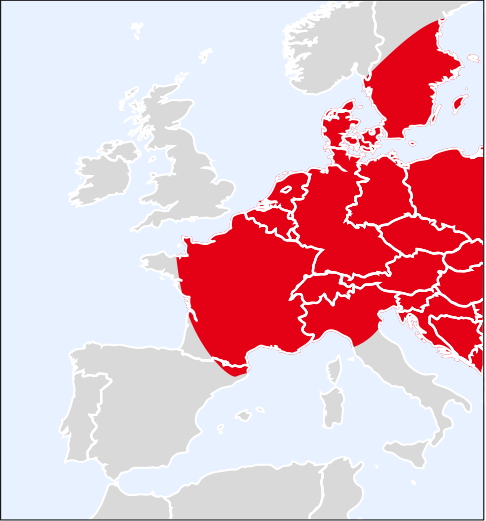
Verbreitung des Habichtskrautspinners in Europa

Der Habichtskrautspinner, auch Habichtskraut-Wiesenspinner, (Lemonia dumi) ist ein Schmetterling aus der Familie der Wiesenspinner.

## Merkmale
Die Flügelspannweite der Falter variiert zwischen 45 und 65 Millimetern. Die Männchen sind kleiner als die Weibchen. Der Körper ist behaart. Die Flügel sind braun, beim Weibchen deutlich heller, mit lehmgelber Mittelbinde, Saum und Diskoidalfleck. Die Fühler sind beim Männchen lang und dicht gekämmt, beim Weibchen kurz gekämmt.
Die Raupen werden bis zu 70 Millimeter lang und sind erwachsen dick und walzig von dunkelbrauner Farbe, leicht violett, spärlich gelbbraun behaart mit länglichen samtschwarzen Flecken zu beiden Seiten.

## Vorkommen
Sie kommen in Mitteleuropa verbreitet, allerdings sehr lokal, vor, bevorzugt auf trockenen, sonnigen, ungedüngten Wiesen, seltener auch auf feuchten Wiesen und sind inzwischen sehr selten geworden.

## Lebensweise
Die Männchen fliegen am Tage auf der Suche nach den Weibchen. Der Flug findet bevorzugt zwischen 10 und 14 Uhr bei Sonnenschein über offenen, trockenen Wiesen statt und ist sehr schnell und unstet. Die Weibchen sitzen tagsüber nahe am Boden und senden Pheromone aus, um die Männchen anzulocken. Die Lebensdauer der Imagines ist sehr kurz.

### Flug- und Raupenzeiten
Die Habichtskrautspinner fliegen überwiegend im Oktober und November, oftmals nach den ersten Nachtfrösten, die Raupen leben von Mai bis Juli.

### Nahrung der Raupen
Die Raupen ernähren sich hauptsächlich von den Blättern von Habichtskraut und Löwenzahn.

## Entwicklung
Die Weibchen legen nach der Paarung die Eier vorzugsweise an mehreren kurzhalmigen, trockenen Stängeln ab. Die Eier sind weißlich mit dunklem Mittelfleck und überwintern. Die Raupen leben einzeln am Boden und verpuppen sich in der Erde. Die Puppen sind dunkelbraun mit zwei länglichen Auswüchsen am Rücken hinter dem Thorakalschild. Zuweilen überliegen sie.

## Gefährdung und Schutz
Die Art gilt als stark gefährdet und ist in Kategorie 2 der Roten Liste gefährdeter Arten Deutschlands eingestuft. Insbesondere wegen starker Düngung der Wiesen geht der benötigte Biotop Magerwiese immer mehr verloren.